# Tirol KTM Cycling Team

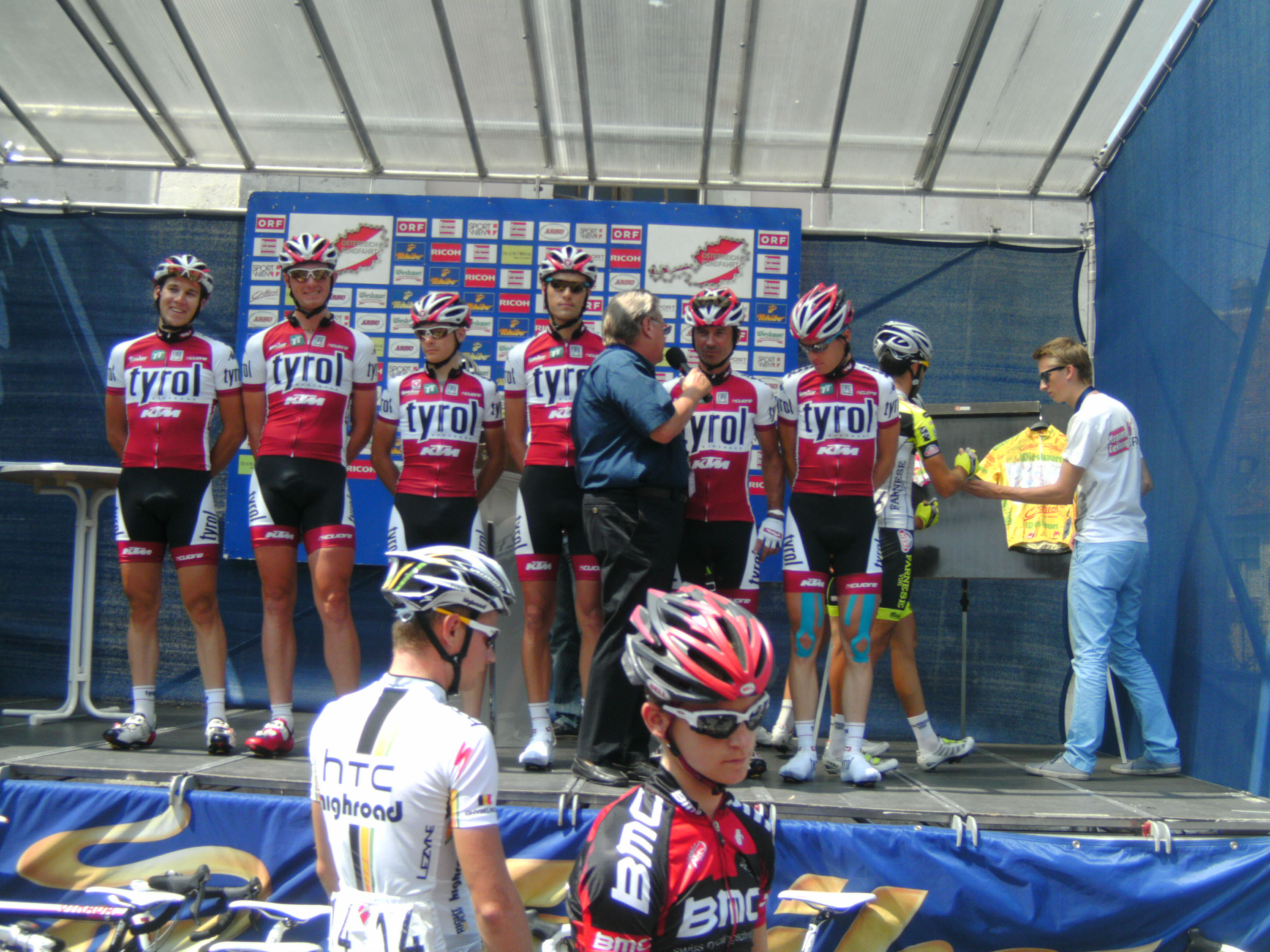
Tyrol Team bei der Österreich-Rundfahrt 2011

Das Tirol KTM Cycling Team ist ein österreichisches Radsportteam mit Sitz in Innsbruck.

## Geschichte und Organisation
Das Team wurde von Thomas Pupp und Ex-Profi und Tour-de-France-Etappensieger Georg Totschnig als U23-Mannschaft gegründet und  besitzt seit der Saison 2008 eine Lizenz als UCI Continental Team. Ausstatter ist KTM Fahrrad GmbH, Hauptsponsor ein Innsbrucker Einkaufszentrum.
Während der Deutschland Tour 2022 wurde bekannt gegeben, dass die Mannschaft neben dem deutschen Team Lotto–Kern Haus ab 2023 als Farmteam des UCI WorldTeams Bora-hansgrohe fungiert, wobei die drei Mannschaften ihre organisatorische Selbständigkeit behalten.
Zum Team gehörten Fahrer, die später für UCI WorldTeams und UCI ProTeams fuhren, wie u. a. Marco Haller, Michael Gogl, Lukas Pöstlberger, Gregor Mühlberger, Georg Zimmermann, Patrick Gamper, Patrick Konrad, Tobias Bayer und Sebastian Schönberger.

## Saison 2025
Mannschaft
| Teamkader 2025           | Teamkader 2025     | Teamkader 2025         | Teamkader 2025                          |
| Name                     | Geburtsdatum       | Land                   | Vorheriges Team                         |
| ------------------------ | ------------------ | ---------------------- | --------------------------------------- |
| Henri-Johannes Appelbaum | 30. Oktober 2004   | Deutschland            | REMBE Pro Cycling Team Sauerland (2024) |
| Trym Brennsæter          | 26. Mai 2003       | Norwegen               | Équipe continentale Groupama-FDJ (2023) |
| Matthew Dodd             | 27. November 2004  | Vereinigtes Königreich |                                         |
| Benjamin Eckerstorfer    | 12. Januar 2004    | Österreich             | Soudal Quick-Step Devo Team (2023)      |
| Simen Evertsen-Hegreberg | 23. April 2004     | Norwegen               |                                         |
| Nicolas Ginter           | 5. Februar 2006    | Schweiz                |                                         |
| Jonas Holzknecht         | 9. November 2004   | Österreich             |                                         |
| Samuel Novák             | 10. Januar 2005    | Slowakei               |                                         |
| David Paumann            | 19. November 2003  | Österreich             |                                         |
| David Preyler            | 6. Januar 2004     | Österreich             |                                         |
| Jakob Purtscheller       | 9. Juli 2004       | Österreich             | Felt Felbermayr (2024)                  |
| Felix Rützler            | 18. Mai 2006       | Österreich             |                                         |
| Marco Schrettl           | 11. September 2003 | Österreich             | Trinity Racing (2022)                   |
| Tim Wafler               | 28. Januar 2002    | Österreich             |                                         |
| Manolo Wrolich           | 2. Mai 2006        | Österreich             |                                         |
|                          |                    |                        |                                         |
| Quelle: ProCyclingStats  |                    |                        |                                         |

Erfolge
| Siege | Siege  | Siege | Siege  | Siege  | Siege |
| Datum | Rennen | Staat | Klasse | Sieger |       |
| ----- | ------ | ----- | ------ | ------ | ----- |

## Erfolge pro Saison
| Rennserie                 | 2008 | 2009 | 2010 | 2011 | 2012 | 2013 | 2014 | 2015 | 2016 | 2017 | 2018 | 2019 | 2020 | 2021 | 2022 | 2023 | 2024 |
| ------------------------- | ---- | ---- | ---- | ---- | ---- | ---- | ---- | ---- | ---- | ---- | ---- | ---- | ---- | ---- | ---- | ---- | ---- |
| UCI ProSeries             | -    | -    | -    | -    | -    | -    | -    | -    | -    | -    | -    | -    | -    | -    | -    | -    | -    |
| UCI Continental Circuits  | 1    | -    | -    | 1    | 1    | -    | 8    | 4    | 2    | 7    | 2    | 4    | -    | 1    | 1    | -    | -    |
| nationale Meisterschaften | -    | -    | -    | 1    | 1    | -    | 1    | -    | -    | -    | -    | 1    | 1    | -    | -    | -    | 1    |

## Platzierungen in UCI-Ranglisten
UCI-Weltrangliste
| World Ranking | World Ranking | World Ranking              | World Ranking |
| Jahr          | Teamwertung   | Einzelwertung              |               |
| ------------- | ------------- | -------------------------- | ------------- |
| 2016          | —             | Clemens Fankhauser (438. ) |               |
| 2017          | —             | Valens Ndayisenga (434. )  |               |
| 2019          | 89.           | Georg Zimmermann (458. )   |               |
| 2020          | 105.          | Tobias Bayer (738. )       |               |
| 2021          | 85.           | Matevž Govekar (569. )     |               |
| 2022          | 97.           | Felix Engelhardt (346. )   |               |
| 2023          | 131.          | Marco Schrettl (912. )     |               |
| 2024          | 110.          | Sebastian Putz (760. )     |               |
|               |               |                            |               |
| Quelle: UCI   |               |                            |               |

UCI Asia Tour
| Saison    | Mannschaftswertung | Fahrerwertung           |
| --------- | ------------------ | ----------------------- |
| 2009      | -                  | -                       |
| 2010      | 41.                | Stefan Kirchmair (154.) |
| 2011-2013 | -                  | -                       |
| 2014      | 40.                | Martin Weiss (61.)      |
| 2015-2016 | -                  | -                       |

UCI Europe Tour
| Saison | Mannschaftswertung | Fahrerwertung             |
| ------ | ------------------ | ------------------------- |
| 2009   | 119.               | Matthias Krizek (908.)    |
| 2010   | 81.                | Harald Totschnig (334.)   |
| 2011   | 57.                | Georg Preidler (155.)     |
| 2012   | 47.                | Blaž Furdi (115.)         |
| 2013   | 71.                | Jure Golčer (233.)        |
| 2014   | 23.                | Gregor Mühlberger (31.)   |
| 2015   | 52.                | Lukas Pöstlberger (75.)   |
| 2016   | 65.                | Clemens Fankhauser (235.) |
| 2017   | 73.                | Filippo Fortin (300.)     |
| 2018   | 82.                | Georg Zimmermann (593.)   |